# Gran Premio motociclistico della Malesia 2015
Il Gran Premio motociclistico della Malesia 2015 è stato la diciassettesima prova del motomondiale del 2015. Le gare si sono disputate il 25 ottobre 2015 presso il circuito di Sepang. Nelle tre classi i vincitori sono stati: Dani Pedrosa in MotoGP, Johann Zarco in Moto2 e Miguel Oliveira in Moto3.

## MotoGP
Il pilota spagnolo Dani Pedrosa su Honda, partito dalla pole position, si aggiudica la gara, precedendo sul traguardo il connazionale Jorge Lorenzo su Yamaha. La gara, penultima del campionato, resta alla cronaca anche per l'episodio che ha coinvolto Valentino Rossi e Marc Márquez: dopo un duello durato più giri, con vari reciproci sorpassi, si verifica una collisione tra i due piloti con Márquez che conclude la sua gara con una caduta mentre Rossi riesce a proseguire, giungendo alla fine al terzo posto.
Al termine della gara l'episodio viene riesaminato ufficialmente e al pilota italiano viene inflitta una sanzione da scontare nel Gran Premio successivo, quello di Valencia, in cui dovrà prendere il via dall'ultima posizione in griglia di partenza, complicando la sua lotta per il titolo mondiale contro il suo compagno di scuderia Jorge Lorenzo.
Rossi in classifica mantiene i 16 punti del 3º posto, poiché il gesto non è stato punito con la bandiera nera, ma con una sanzione sui punti patente dei piloti.

### Arrivati al traguardo
| Pos. | Nº | Pilota           | Squadra                     | Motocicletta       | Giri | Tempo     | Griglia | Punti |
| ---- | -- | ---------------- | --------------------------- | ------------------ | ---- | --------- | ------- | ----- |
| 1º   | 26 | Dani Pedrosa     | Repsol Honda                | Honda RC213V       | 20   | 40'37.691 | 1º      | 25    |
| 2º   | 99 | Jorge Lorenzo    | Movistar Yamaha             | Yamaha YZR-M1      | 20   | +3.612    | 4º      | 20    |
| 3º   | 46 | Valentino Rossi  | Movistar Yamaha             | Yamaha YZR-M1      | 20   | +13.724   | 3º      | 16    |
| 4º   | 38 | Bradley Smith    | Monster Yamaha Tech 3       | Yamaha YZR-M1      | 20   | +23.995   | 9º      | 13    |
| 5º   | 35 | Cal Crutchlow    | LCR Honda                   | Honda RC213V       | 20   | +28.721   | 5º      | 11    |
| 6º   | 9  | Danilo Petrucci  | Octo Pramac Racing          | Ducati Desmosedici | 20   | +36.372   | 12º     | 10    |
| 7º   | 41 | Aleix Espargaró  | Suzuki Ecstar               | Suzuki GSX-RR      | 20   | +39.290   | 10º     | 9     |
| 8º   | 25 | Maverick Viñales | Suzuki Ecstar               | Suzuki GSX-RR      | 20   | +39.436   | 8º      | 8     |
| 9º   | 44 | Pol Espargaró    | Monster Yamaha Tech 3       | Yamaha YZR-M1      | 20   | +42.462   | 11º     | 7     |
| 10º  | 6  | Stefan Bradl     | Aprilia Racing Team Gresini | Aprilia RS-GP      | 20   | +44.601   | 13º     | 6     |
| 11º  | 45 | Scott Redding    | EG 0,0 Marc VDS             | Honda RC213V       | 20   | +47.690   | 14º     | 5     |
| 12º  | 68 | Yonny Hernández  | Octo Pramac Racing          | Ducati Desmosedici | 20   | +52.112   | 17º     | 4     |
| 13º  | 8  | Héctor Barberá   | Avintia Racing              | Ducati Desmosedici | 20   | +52.360   | 25º     | 3     |
| 14º  | 24 | Toni Elías       | Forward Racing              | Yamaha Forward     | 20   | +53.619   | 20º     | 2     |
| 15º  | 19 | Álvaro Bautista  | Aprilia Racing Team Gresini | Aprilia RS-GP      | 20   | +53.631   | 16º     | 1     |
| 16º  | 69 | Nicky Hayden     | Aspar Team                  | Honda RC213V-RS    | 20   | +1'01.431 | 18º     |       |
| 17º  | 43 | Jack Miller      | LCR Honda                   | Honda RC213V-RS    | 20   | +1'02.828 | 15º     |       |
| 18º  | 63 | Mike Di Meglio   | Avintia Racing              | Ducati Desmosedici | 20   | +1'05.075 | 22º     |       |
| 19º  | 50 | Eugene Laverty   | Aspar Team                  | Honda RC213V-RS    | 20   | +1'09.877 | 21º     |       |
| 20º  | 13 | Anthony West     | AB Motoracing               | Honda RC213V-RS    | 20   | +1'24.749 | 23º     |       |

### Ritirati
| Nº | Pilota           | Squadra             | Motocicletta       | Giri | Griglia |
| -- | ---------------- | ------------------- | ------------------ | ---- | ------- |
| 4  | Andrea Dovizioso | Ducati Team         | Ducati Desmosedici | 10   | 7º      |
| 93 | Marc Márquez     | Repsol Honda        | Honda RC213V       | 7    | 2º      |
| 76 | Loris Baz        | Forward Racing      | Yamaha Forward     | 2    | 19º     |
| 29 | Andrea Iannone   | Ducati Team         | Ducati Desmosedici | 1    | 6º      |
| 55 | Damian Cudlin    | E-Motion IodaRacing | ART                | 0    | 24º     |

## Moto2
Già matematicamente campione mondiale della classe, il pilota francese Johann Zarco ottiene l'ottava vittoria stagionale, precedendo al traguardo lo svizzero Thomas Lüthi (già autore della pole position e del giro più veloce in gara) e il tedesco Jonas Folger.

### Arrivati al traguardo
| Pos. | Nº | Pilota              | Squadra                        | Motocicletta       | Giri | Tempo     | Griglia | Punti |
| ---- | -- | ------------------- | ------------------------------ | ------------------ | ---- | --------- | ------- | ----- |
| 1    | 5  | Johann Zarco        | Ajo Motorsport                 | Kalex Moto2        | 19   | 40:37.772 | 2º      | 25    |
| 2    | 12 | Thomas Lüthi        | Derendinger Racing Interwetten | Kalex Moto2        | 19   | +0.598    | 1º      | 20    |
| 3    | 94 | Jonas Folger        | AGR Team                       | Kalex Moto2        | 19   | +9.846    | 4º      | 16    |
| 4    | 30 | Takaaki Nakagami    | Idemitsu Honda Team Asia       | Kalex Moto2        | 19   | +14.139   | 7º      | 13    |
| 5    | 7  | Lorenzo Baldassarri | Forward Racing                 | Kalex Moto2        | 19   | +16.440   | 5º      | 11    |
| 6    | 39 | Luis Salom          | Paginas Amarillas HP 40        | Kalex Moto2        | 19   | +22.294   | 13º     | 10    |
| 7    | 11 | Sandro Cortese      | Dynavolt Intact GP             | Kalex Moto2        | 19   | +22.708   | 6º      | 9     |
| 8    | 55 | Hafizh Syahrin      | Petronas Raceline Malaysia     | Kalex Moto2        | 19   | +26.685   | 18º     | 8     |
| 9    | 3  | Simone Corsi        | Forward Racing                 | Kalex Moto2        | 19   | +28.556   | 11º     | 7     |
| 10   | 19 | Xavier Siméon       | Federal Oil Gresini            | Kalex Moto2        | 19   | +30.081   | 10º     | 6     |
| 11   | 49 | Axel Pons           | AGR Team                       | Kalex Moto2        | 19   | +30.873   | 16º     | 5     |
| 12   | 36 | Mika Kallio         | QMMF Racing                    | Speed Up SF15      | 19   | +31.787   | 14º     | 4     |
| 13   | 22 | Sam Lowes           | Speed Up Racing                | Speed Up SF15      | 19   | +33.844   | 8º      | 3     |
| 14   | 88 | Ricard Cardús       | JPMoto Malaysia                | Suter MMX2         | 19   | +33.886   | 24º     | 2     |
| 15   | 21 | Franco Morbidelli   | Italtrans Racing               | Kalex Moto2        | 19   | +38.087   | 19º     | 1     |
| 16   | 25 | Azlan Shah          | Idemitsu Honda Team Asia       | Kalex Moto2        | 19   | +41.612   | 15º     |       |
| 17   | 4  | Randy Krummenacher  | JIR Racing                     | Kalex Moto2        | 19   | +42.239   | 23º     |       |
| 18   | 96 | Louis Rossi         | Tasca Racing                   | Tech 3 Mistral 610 | 19   | +44.576   | 22º     |       |
| 19   | 70 | Robin Mulhauser     | Technomag Racing Interwetten   | Kalex Moto2        | 19   | +46.312   | 21º     |       |
| 20   | 57 | Edgar Pons          | Italtrans Racing               | Kalex Moto2        | 19   | +49.357   | 26º     |       |
| 21   | 2  | Jesko Raffin        | sports-millions-EMWE-SAG       | Kalex Moto2        | 19   | +56.476   | 28º     |       |
| 22   | 97 | Xavi Vierge         | Tech 3                         | Tech 3 Mistral 610 | 19   | +1:17.119 | 25º     |       |
| 23   | 16 | Joshua Hook         | Technomag Racing Interwetten   | Kalex Moto2        | 19   | +1:18.343 | 29º     |       |
| 24   | 93 | Ramdan Rosli        | Petronas AHM Malaysia          | Kalex Moto2        | 19   | +1:18.534 | 30º     |       |
| 25   | 60 | Julián Simón        | QMMF Racing                    | Speed Up SF15      | 19   | +1:20.599 | 12º     |       |
| 26   | 66 | Florian Alt         | E-Motion IodaRacing            | Suter MMX2         | 19   | +1:37.028 | 27º     |       |
| 27   | 10 | Thitipong Warokorn  | APH PTT The Pizza SAG          | Kalex Moto2        | 19   | +1:51.965 | 20º     |       |

### Ritirati
| Nº | Pilota           | Squadra                 | Motocicletta       | Giri | Griglia |
| -- | ---------------- | ----------------------- | ------------------ | ---- | ------- |
| 40 | Álex Rins        | Paginas Amarillas HP 40 | Kalex Moto2        | 9    | 3º      |
| 23 | Marcel Schrötter | Tech 3                  | Tech 3 Mistral 610 | 8    | 17º     |
| 73 | Álex Márquez     | EG 0,0 Marc VDS         | Kalex Moto2        | 5    | 9º      |

## Moto3
Ottenendo la seconda vittoria consecutiva dopo quella in Australia, il pilota portoghese Miguel Oliveira è riuscito a tenere ancora aperta la lotta per il titolo iridato con il britannico Danny Kent. Sul traguardo ha preceduto il sudafricano Brad Binder e lo spagnolo Jorge Navarro.

### Arrivati al traguardo
| Pos. | Nº | Pilota                 | Squadra                    | Motocicletta        | Giri | Tempo     | Griglia | Punti |
| ---- | -- | ---------------------- | -------------------------- | ------------------- | ---- | --------- | ------- | ----- |
| 1    | 44 | Miguel Oliveira        | Red Bull KTM Ajo           | KTM RC 250 GP       | 18   | 40:33.277 | 3º      | 25    |
| 2    | 41 | Brad Binder            | Red Bull KTM Ajo           | KTM RC 250 GP       | 18   | +0.089    | 15º     | 20    |
| 3    | 9  | Jorge Navarro          | Estrella Galicia 0,0       | Honda NSF250R       | 18   | +0.273    | 2º      | 16    |
| 4    | 23 | Niccolò Antonelli      | Ongetta-Rivacold           | Honda NSF250R       | 18   | +0.305    | 1º      | 13    |
| 5    | 5  | Romano Fenati          | SKY Racing Team VR46       | KTM RC 250 GP       | 18   | +0.416    | 5º      | 11    |
| 6    | 84 | Jakub Kornfeil         | Drive M7 SIC               | KTM RC 250 GP       | 18   | +0.530    | 4º      | 10    |
| 7    | 52 | Danny Kent             | Leopard Racing             | Honda NSF250R       | 18   | +0.590    | 9º      | 9     |
| 8    | 33 | Enea Bastianini        | Gresini Racing             | Honda NSF250R       | 18   | +4.004    | 8º      | 8     |
| 9    | 10 | Alexis Masbou          | Saxoprint RTG              | Honda NSF250R       | 18   | +6.990    | 19º     | 7     |
| 10   | 17 | John McPhee            | Saxoprint RTG              | Honda NSF250R       | 18   | +10.030   | 12º     | 6     |
| 11   | 95 | Jules Danilo           | Ongetta-Rivacold           | Honda NSF250R       | 18   | +16.128   | 28º     | 5     |
| 12   | 88 | Jorge Martín           | Mapfre Team Mahindra       | Mahindra MGP3O      | 18   | +18.995   | 13º     | 4     |
| 13   | 29 | Stefano Manzi          | San Carlo Team Italia      | Mahindra MGP3O      | 18   | +18.999   | 16º     | 3     |
| 14   | 32 | Isaac Viñales          | RBA Racing                 | KTM RC 250 GP       | 18   | +19.129   | 18º     | 2     |
| 15   | 65 | Philipp Öttl           | Schedl GP Racing           | KTM RC 250 GP       | 18   | +19.153   | 17º     | 1     |
| 16   | 48 | Lorenzo Dalla Porta    | Husqvarna Factory Laglisse | Husqvarna FR 250 GP | 18   | +19.592   | 23º     |       |
| 17   | 21 | Francesco Bagnaia      | Mapfre Team Mahindra       | Mahindra MGP3O      | 18   | +32.053   | 6º      |       |
| 18   | 6  | María Herrera          | Husqvarna Factory Laglisse | Husqvarna FR 250 GP | 18   | +32.882   | 24ª     |       |
| 19   | 11 | Livio Loi              | RW Racing GP               | Honda NSF250R       | 18   | +32.924   | 25º     |       |
| 20   | 58 | Juan Francisco Guevara | Mapfre Team Mahindra       | Mahindra MGP3O      | 18   | +33.307   | 22º     |       |
| 21   | 24 | Tatsuki Suzuki         | CIP                        | Mahindra MGP3O      | 18   | +34.453   | 26º     |       |
| 22   | 2  | Remy Gardner           | CIP                        | Mahindra MGP3O      | 18   | +55.705   | 31º     |       |
| 23   | 22 | Ana Carrasco           | RBA Racing                 | KTM RC 250 GP       | 18   | +57.562   | 29ª     |       |
| 24   | 16 | Andrea Migno           | SKY Racing Team VR46       | KTM RC 250 GP       | 18   | +1:46.290 | 27º     |       |
| 25   | 91 | Gabriel Rodrigo        | RBA Racing                 | KTM RC 250 GP       | 17   | +1 lap    | 20º     |       |

### Ritirati
| Nº | Pilota              | Squadra               | Motocicletta   | Giri | Griglia |
| -- | ------------------- | --------------------- | -------------- | ---- | ------- |
| 98 | Karel Hanika        | Red Bull KTM Ajo      | KTM RC 250 GP  | 6    | 14º     |
| 96 | Manuel Pagliani     | San Carlo Team Italia | Mahindra MGP3O | 6    | 30º     |
| 7  | Efrén Vázquez       | Leopard Racing        | Honda NSF250R  | 5    | 7       |
| 76 | Hiroki Ono          | Leopard Racing        | Honda NSF250R  | 5    | 11º     |
| 63 | Zulfahmi Khairuddin | Drive M7 SIC          | KTM RC 250 GP  | 5    | 10º     |
| 40 | Darryn Binder       | Outox Reset Drink     | Mahindra MGP3O | 2    | 21º     |

### Non partiti
| Nº | Pilota             | Squadra           | Motocicletta   |
| -- | ------------------ | ----------------- | -------------- |
| 19 | Alessandro Tonucci | Outox Reset Drink | Mahindra MGP3O |
| 55 | Andrea Locatelli   | Gresini Racing    | Honda NSF250R  |